# Silurus karmouth
Silurus karmouth és una espècie de peix de la família dels silúrids i de l'ordre dels siluriformes.